# Steinhölzli/Weissenbühl

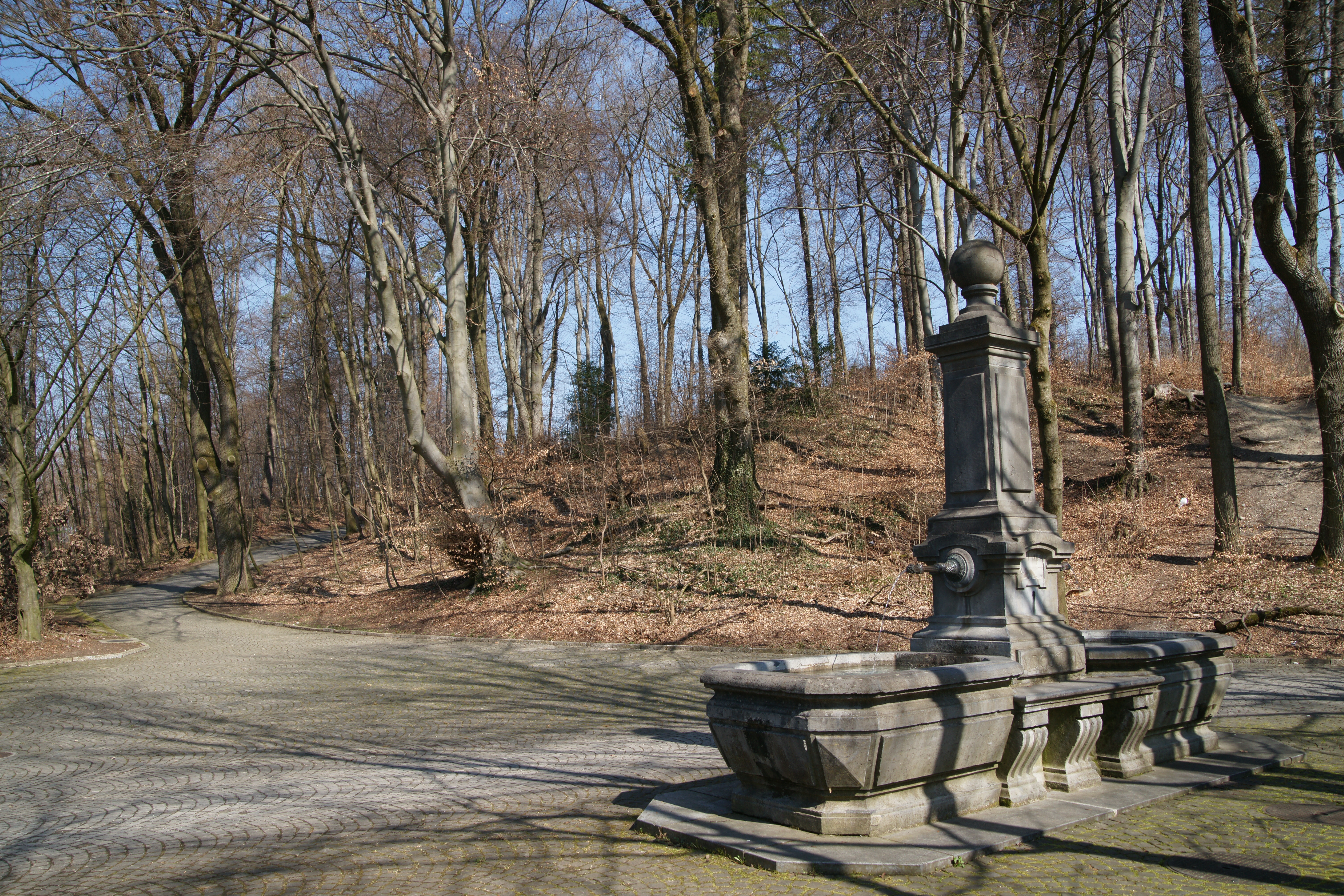
Park Steinhölzli

Steinhölzli/Weissenbühl ist ein Quartier der Stadt Bern. Es gehört zu den 2011 bernweit festgelegten 114 gebräuchlichen Quartieren und liegt im Stadtteil III Mattenhof-Weissenbühl, dort im statistischen Bezirk Weisenbühl. Angrenzende Quartiere sind Hardegg/Weissenstein, Mattenhof und Sulgenbach. Im Süden und Südwesten bildet es die Stadtgrenze von Bern zu Köniz bzw. Liebefeld.
Im Jahr 2022 wurden 1236 Einwohner angegeben, davon 931 Schweizer und 2304 Ausländer.
Im Osten liegt das Steinhölzli, eine kleine Waldung. Die Wohnbebauung befindet sich im Westen und besteht aus Mehrfamilienhäusern und wenigen Reihenhäusern. Am Bahnhof Weissenbühl befinden sich einige Industrie- und Gewerbegebäude. Die Verwaltungsgebäude des Bundesamtes für Bauten und Logistik (BBL) und der Ausgleichskasse des Kantons Bern liegen im Nordwesten.

## Verkehr
Die Schweizerischen Bundesbahnen verbinden den Bahnhof Bern-Weissenbühl mit Bern Hauptbahnhof und Thun. Die Linie 3 als Radiallinie der Strassenbahn Bern verbindet Weissenbühl mit dem Hauptbahnhof Bern. Die Buslinie 28 verkehrt tangential zwischen den Bahnhöfen Weissenbühl und Wankdorf.